# Ardi (ardipithèque)
Pour les articles homonymes, voir Ardi (homonymie).

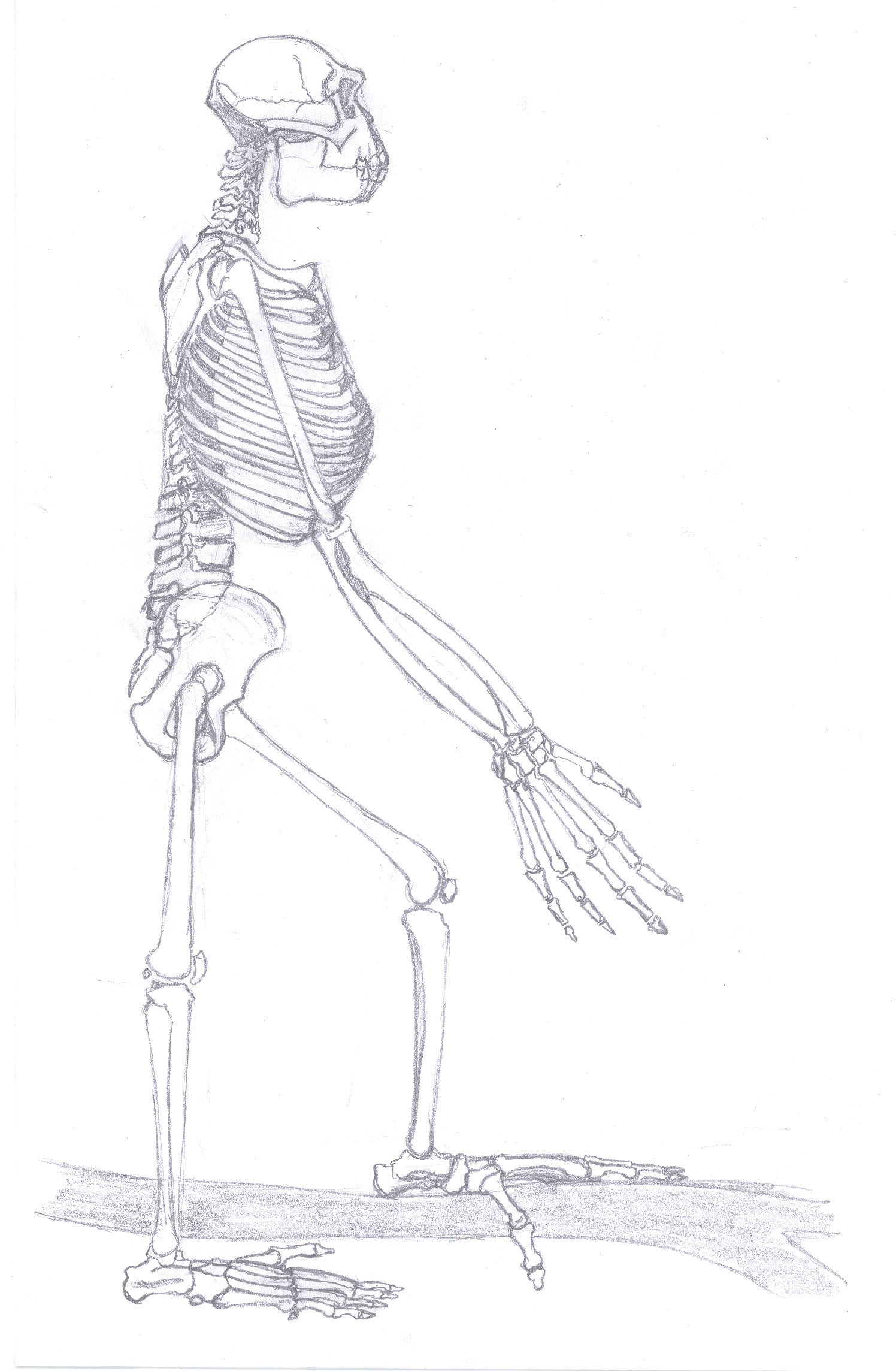
“Ardi”

Ardi est le surnom donné à un squelette d'hominidé datant de 4,4 millions d'années (Pliocène). Ce fossile, répertorié sous le numéro ARA-VP-6/500, correspondrait à un individu féminin et a été découvert par Tim D. White, Gen Suwa et Berhane Asfaw lors de fouilles qui se sont déroulées de 1992 à 1994 en Éthiopie. Il a été rattaché à l'espèce Ardipithecus ramidus. Il s'agit du plus ancien squelette d'hominidé retrouvé. En effet, de celui de Toumaï il ne reste que le crâne et d'Orrorin quelques fémurs, un humérus et des dents.
Le 2 octobre 2009, des travaux parus dans la revue Science annoncent qu'Ardi serait le plus ancien fossile actuellement connu de la branche humaine sur l'arbre phylogénétique de la famille des primates.

## Morphologie
Doté d'un museau et de mains fines lui permettant sûrement des gestes précis, Ardi avait une petite tête puisque le volume de sa boîte crânienne entre 300 et 350 cm3 est comparable à celle d'un bonobo. Ses dents recouvertes d'émail peu épais laissent penser à un régime frugivore et omnivore. Incapable de courir à cause de ses pieds plats, Ardi était néanmoins bipède comme le laissent à penser son bassin et ses pieds rigides équipés de pouces opposables. Incapable de se suspendre dans les arbres et de marcher sur les phalanges de sa main comme les chimpanzés, Ardi se déplaçait sûrement sous le couvert forestier sur ses paumes et ses pieds. Sur le plan morphologique, aucune différence n'a pu être remarquée entre mâles et femelles.